# Dunlugas House

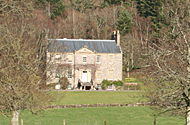
Dunlugas House

Dunlugas House ist ein Herrenhaus nahe der schottischen Ortschaft Turriff in der Council Area Aberdeenshire. 1972 wurde das Bauwerk in die schottischen Denkmallisten in der höchsten Denkmalkategorie A aufgenommen.

## Geschichte
Im 17. Jahrhundert beherrschte der Clan Ogilvy den Landstrich entlang des Laufs des Deverons. George Ogilvy of Dunlugas ließ um 1680 am Standort die Keimzelle von Dunlugas House errichten. Dieses Gebäude bildet heute den rückwärtigen Flügel von Dunlugas House. 1793 ging das Anwesen an Hans George Leslie über. Dieser ließ ein zweites Haus anbauen. Hierbei änderte sich auch die Orientierung von Dunlugas House nach Westen. Um 1820 überarbeitete der in Aberdeen ansässige Architekt John Smith das Herrenhaus. Der Innenraum wurde um 1965 von John Beresford Fowler überarbeitet.

## Beschreibung
Dunlugas House steht über dem rechten Deveron-Ufer rund fünf Kilometer nordwestlich von Turriff. Sein Sichtmauerwerk ist aus dunklen Quadern mit kontrastierenden cremefarbenen und roten Natursteineinfassungen aufgebaut. Die Gebäudekanten sind mit rustizierten Ecksteinen abgesetzt.
Die westexponierte Hauptfassade des zweistöckigen Herrenhauses ist fünf Achsen weit. Eine Vortreppe führt hinauf zu dem Eingangsportal am Fuße des eine Achse weiten Mittelrisalits mit abschließendem Dreiecksgiebel. Das Portal flankierende, gepaarte dorische Pilaster tragen Fries und Gesims. Auf der zentralen Achse der rückwärtigen Fassade sowie im Südgiebel sind im Obergeschoss Rundbogenfenster mit Schlusssteinen eingelassen. Der kleine Anbau mit Walmdach an der Nordseite könnte nach 1820 entstanden sein. Das ursprüngliche, zweistöckige Dunlugas House ist über einen Harl-verputzten Bauteil mit dem Hauptgebäude verbunden.